# Podregion Koillismaa
Podregion Koillismaa (fiń. Koillismaan seutukunta) – podregion w Finlandii, w regionie Pohjois-Pohjanmaa.
W skład podregionu wchodzą gminy:
- Kuusamo,
- Taivalkoski.